# 奥布河畔维莱特
奧布河畔维莱特（法語：Villette-sur-Aube，法語發音：[vilɛt syʁ ob]）是法国奥布省的一个市镇，属于特鲁瓦区。

## 地理
奥布河畔维莱特（48°32'6"N, 4°6'0"E）面积7.28 平方千米，位于法国大東部大區奥布省，该省份为法国中北部省份，北起马恩省，西接塞纳-马恩省，西南至约讷省，东南至科多尔省，东临上马恩省。
与奥布河畔维莱特接壤的市镇（或旧市镇、城区）包括：奥布河畔阿尔西、诺宰、奥尔姆、普昂莱瓦莱。

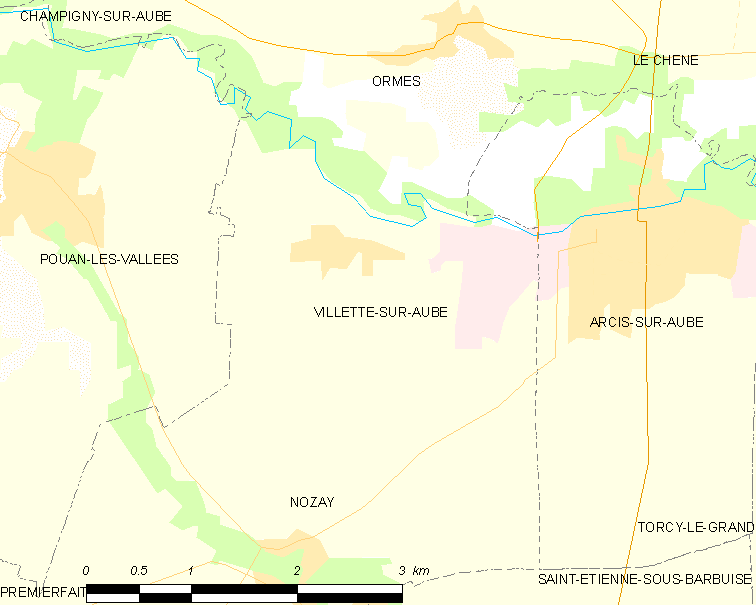
奥布河畔维莱特的OSM定位图

奥布河畔维莱特的时区为UTC+01:00、UTC+02:00（夏令时）。

## 行政
奥布河畔维莱特的邮政编码为10700，INSEE市镇编码为10429。

## 政治
奥布河畔维莱特所属的省级选区为奥布河畔阿尔西县。

## 人口

1962-2008年间奥布河畔维莱特人口变化图示

奥布河畔维莱特于2022年1月1日时的人口数量为252人。